# Joseph Delaney
Joseph Henry Delaney, noto anche con lo pseudonimo di J. K. Haderack (Preston, 25 luglio 1945 – Manchester, 16 agosto 2022), è stato uno scrittore di fantascienza britannico.

## Biografia
Nasce a Preston in Inghilterra. Frequenta il Preston Catholic College, inizialmente lavora come apprendista tecnico e riparatore. Nel 1972 si laurea presso la Lancaster University, dopo la quale insegna inglese al Blackpool Sixth Form College, dove crea il Dipartimento Studi Cinematografici e Televisivi.
Le sue prime opere le scrive con lo pseudonimo di J.K. Haderack. Dal 2004, con la pubblicazione del primo libro del ciclo The Wardstone Chronicles, utilizza il suo vero nome, Delaney. Con i racconti delle avventure del suo protagonista, raggiunse fama a livello internazionale. "The Wardstone Chronicles" sono pubblicate in 24 paesi: Regno Unito, USA, Brasile, Cina, Repubblica Ceca, Danimarca, Francia, Germania, Grecia, Ungheria, Indonesia, Israele, Italia, Giappone, Paesi Bassi, Polonia, Portogallo, Romania, Russia, Serbia, Spagna, Svezia, Thailandia, e Turchia. Le vendite superano il milione di copie. Delaney si ritira dall'insegnamento con la pubblicazione del secondo volume delle Cronache, diventando scrittore a tempo pieno. Aveva tre figli e nove nipoti.
Muore il 16 agosto 2022 all'età di 77 anni a causa di una malattia.

## Opere

### The Wardstone Chronicles
The Wardstone Chronicles, pubblicato negli USA come serie con il titolo The Last Apprentice, segue le vicende di Thomas "Tom" Ward, settimo figlio di un settimo figlio, apprendista di John Gregory, un maestro nel combattimento contro gli esseri soprannaturali. John Gregory è il Mago della "Contea" e insegna a Tom come affrontare i fantasmi, ghast, streghe, boggart, e ogni sorta di altri esseri che servono "L'Oscurità". Tom scopre presto che la maggior parte degli apprendisti di John Gregory, per diversi motivi, ha fallito venendo uccisa durante l'apprendimento. Altri personaggi delle Cronache sono l'assassina Grimalkin e la giovane strega Alice Dean. La serie si sviluppa sulle avventure di Tom destinato a salvare il mondo o a distruggerlo.
"La Contea" a cui si fa riferimento nelle Cronache è il Lancashire, situato nel nord dell'Inghilterra. Molti Paesi della saga fanno riferimento ad alcune città moderne dell'Inghilterra; per esempio, la città di Priestown è basata su Preston (dove l'autore è nato); Caster è Lancaster; Black Pool è Blackpool; Chipenden è Chipping.

### Le pubblicazioni
1. L'apprendista del mago (The Spook's Apprentice, 2004; pubblicato negli USA come The Last Apprentice: Revenge of the Witch), traduzione di Giuseppina Conti, Dark Magic 3, Mondadori, 2004; come Il settimo figlio, Mondadori, 2015.
2. La maledizione del mago (The Spook's Curse, 2005; pubblicato negli USA come The Last Apprentice: Curse of the Bane), Mondadori, 2007.
3. The Spook's Secret (pubblicato negli USA come The Last Apprentice: Night of the Soul Stealer), 2006
4. The Spook's Battle (pubblicato negli USA come The Last Apprentice: Attack of the Fiend), 2007
5. The Spook's Mistake (pubblicato negli USA come The Last Apprentice: Wrath of the Bloodeye), 2008
6. The Spook's Sacrifice (pubblicato negli USA come The Last Apprentice: Clash of the Demons), 2009
7. The Spook's Nightmare (pubblicato negli USA come The Last Apprentice: Rise of the Huntress), 2010
8. The Spook's Destiny (pubblicato negli USA come The Last Apprentice: Rage of the Fallen), 2011
9. Spook's: I Am Grimalkin (pubblicato negli USA come The Last Apprentice: Grimalkin The Witch Assassin), 2011
10. The Spook's Blood (pubblicato negli USA come The Last Apprentice: Lure of the Dead), 2012
11. Spook's: Slither's Tale (pubblicato negli USA come The Last Apprentice: Slither), 2013
12. Spook's: Alice (pubblicato negli USA come The Last Apprentice: I Am Alice), 2013
13. The Spook's Revenge (pubblicato negli USA come The Last Apprentice: Fury of the Seventh Son), 2014

### The Starblade Chronicles
È la trilogia che segue le avventure di Tom Ward, il quale ha completato il suo apprendistato, ed è ora un Mago che combatte gli esseri sovrannaturali che minacciano sia la Contea che il mondo. Tuttavia, a differenza degli ultimi Maghi, Tom è solo un diciassettenne tormentato da dubbi e dalla diffidenza di molti della Contea a causa della sua giovane età. A complicare i suoi problemi c'è Jenny: una ragazza quindicenne che mira ad essere la sua apprendista nonostante non ci siano mai state prima d'ora Maghi femmine.
1. Spooks: A New Darkness - 2014